# Afrovivella semiensis
Afrovivella semiensis là một loài thực vật có hoa trong họ Crassulaceae. Loài này được (J.Gay ex A.Rich.) A.Berger miêu tả khoa học đầu tiên năm 1930.